# Whitehorse, Yukon
Whitehorse este un oraș și o municipalitate, capitala teritoriului Yukon din Canada.